# Avrillé (Vandea)
Avrillé è un comune francese di 1 208 abitanti situato nel dipartimento della Vandea nella regione dei Paesi della Loira.

## Società

### Evoluzione demografica
Abitanti censiti